# 佛羅倫斯大公會議
佛羅倫斯大公會議是羅馬天主教的第十七次大公會議，也以三個舉辦地點合稱巴賽爾-費拉拉-佛羅倫斯大公會議。本次會議原是會議至上主義者與教宗首席權的爭執的一部分。此外也因為拜占廷帝國希望藉由教宗的影響力獲得援軍以抵抗鄂圖曼土耳其軍隊，因此派遣使節討論解決東西教會分裂的情況，因此本會議也造就許多東方禮儀教會和天主教的共融，產生了許多東儀天主教教會。
本次會議的招開是由於上一次召開的康士坦斯大公會議（會期1414年到1418年）中決議在五年後再度召開一次大公會議。但由於當時的戰亂情況時任教宗瑪定五世雖已打算在1423年於帕維亞召開會議，但是能夠與會的人員實在太少了，才又決議再延七年。
最後終於在1431年1月召開了巴賽爾會議。在1437年以方便當時拜占庭皇帝約翰八世所派使節轉移到費拉拉，又於1439年為了躲避當時流行的瘟疫而移到佛羅倫斯，在這段時間中許多基督正教會受教廷之邀派代表與會，1445年會議宣告結束。 